# 罗纳德·基布尔
罗纳德·基布尔（英語：Ronald Keeble，1941年1月14日—），英国男子自行车运动员。他曾代表英国参加1968年和1972年夏季奥林匹克运动会自行车比赛，其中1972年奥运会获得一枚铜牌。